# Iberoromanische Sprachen

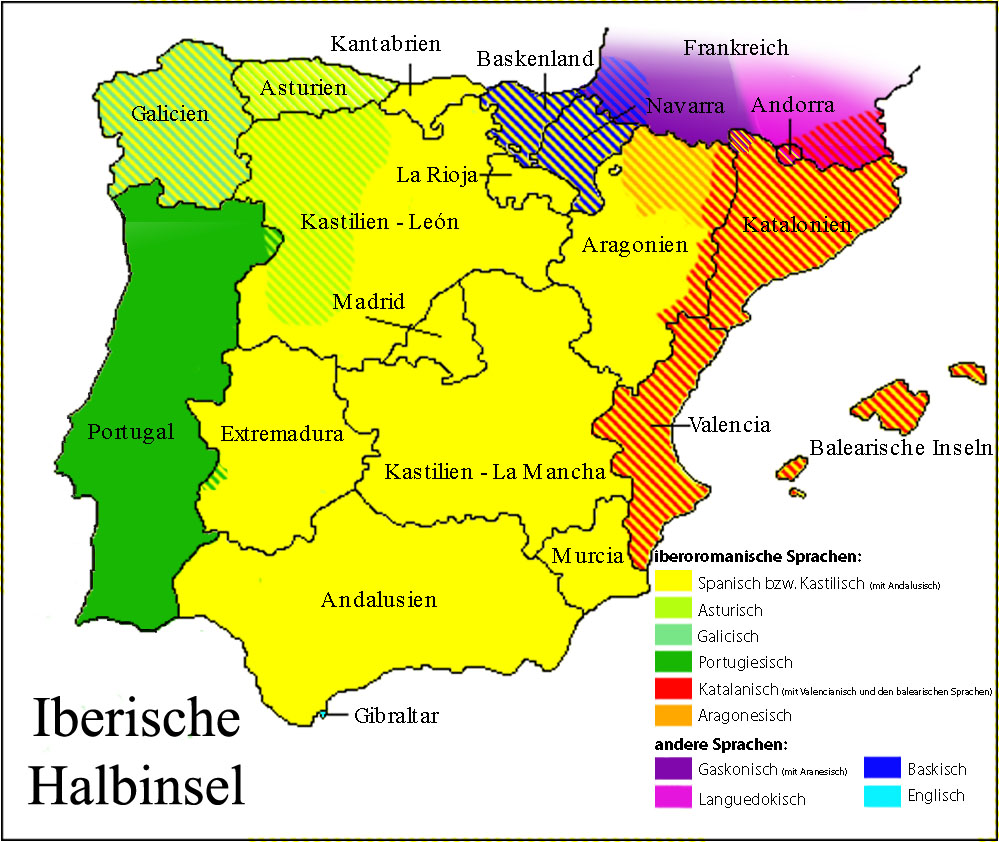
Sprachen auf der Iberischen Halbinsel

Als Iberoromanische Sprachen werden die romanischen Sprachen bezeichnet, die auf der Iberischen Halbinsel gesprochen werden und aus dem Vulgärlatein entstanden sind. Dies sind das Spanische, Portugiesische, Galicische, Aragonesische und Asturleonesische. 
Das Katalanische wird von manchen Sprachwissenschaftlern auch zu den iberoromanischen Sprachen gezählt, andere ordnen es dagegen den galloromanischen Sprachen zu. Es kann als eine Art Brückensprache zwischen den beiden romanischen Sprachgruppen gesehen werden.
Die mozarabischen Dialekte, die im mittelalterlichen maurischen al-Ándalus gesprochen wurden, stellen die ältesten iberoromanischen Sprachformen dar. Das mozarabische Textcorpus ist uns vor allem in Aljamiado-Manuskripten überliefert, in den Chardschas, andalusischen Mädchenliedern aus dem 11. und 12. Jh., den ältesten Zeugnissen romanischer Lyrik überhaupt.
Eine Besonderheit ist das Judenspanische (Ladino), das nur noch von wenigen sephardischen Juden vor allem in der Türkei und Israel gesprochen wird.